# 31778 Richardschnur
31778 Richardschnur è un asteroide della fascia principale. Scoperto nel 1999, presenta un'orbita caratterizzata da un semiasse maggiore pari a 2,3614750 UA e da un'eccentricità di 0,0901498, inclinata di 7,38493° rispetto all'eclittica.